# Tomàs Milans i Godayol
Tomàs Milans i Godayol, né à Canet de Mar en 1672 et mort à Gérone en 1742, est un compositeur espagnol. Il est le fils de Marc Antoni Milans i Macià (Canet de Mar, 1625 - 1708) et de Marianna Godayol,,.
Il a été maître de chapelle à la cathédrale de Gérone.
Pendant la guerre de Succession d'Espagne, 1702-1713, il est directeur de la capilla real.

## Biographie
Tomàs Milans i Godayol est fils de Marc Antoni Milans Macià (Canet de Mar, 1625 - 1708) et de Mariana Godayol, née à Espinelves. 
Avec son frère Carles, il reçut une éducation musicale soignée en la personne de saint Joseph Oriol, bénéficiaire de l’église Santa Maria del Pi de Barcelone, et qui entretenait des liens familiaux étroits avec les Milans. 
Joseph Oriol réussit à le faire entrer dans l’École de la Chapelle du Palais de la Comtesse, dont il sera plus tard le directeur.
Tout au long de sa carrière, Milans occupa deux postes de première importance dans le monde musical de la Catalogne de son temps : 
- la direction musicale de la chapelle du Palais de la Comtesse (1701),

- le palais du vice-roi étant le centre le plus élitiste du pays, et après 1714 et jusqu’en 1733, la direction de la chapelle de musique de la cathédrale Sainte-Marie de Gérone.

En 1995, Josep Rovira Fors disait que Tomàs Milans était l’un des musiciens et compositeurs les plus remarquables de son époque ». Milans est le contemporain de Francesc Valls et Josep Picanyol. Picanyol, disciple de Francesc Valls, succède en 1726 à Milans à la cathédrale de Barcelone et en est le titulaire jusqu’en 1736 où il devient maître de chapelle au célèbre couvent des Déchaussées de Madrid, point de plus haute catégorie musicale de tous les royaumes d’Espagne, comme Milans, il était un partisan décidé du métissage de la musique locale avec les nouveaux courants arrivant d’Italie.

## Œuvres, éditions et enregistrements
- Milans i Godayol : Litaniae lauretanae ; Salver Regina un 6; Charitas Dei ; Magnificat à 8 ; Suspende, infelice cantate solo pour le Saint-Sacrement ; Reges Tharsis antienne en canon pour le Jour des Rois pour 3 voix et basse continue ; Nunc dimittis a 6; Hala, zagala ! tono pour Noël. - Laia Frigole (soprano), La Xantria (chœur), Pere Lluís Biosca, directeur ; Musiepoca, CD, 2012 [5]
- Milans : Zarzuela al Santísimo . Avec des œuvres de Francisco Valls, Josep Carcoler, Antonio Literes, Joan Rossell . Mapa Harmonico dir. Francesc Bonastre. Columna Musica 2005.